# Sjöbottens naturreservat

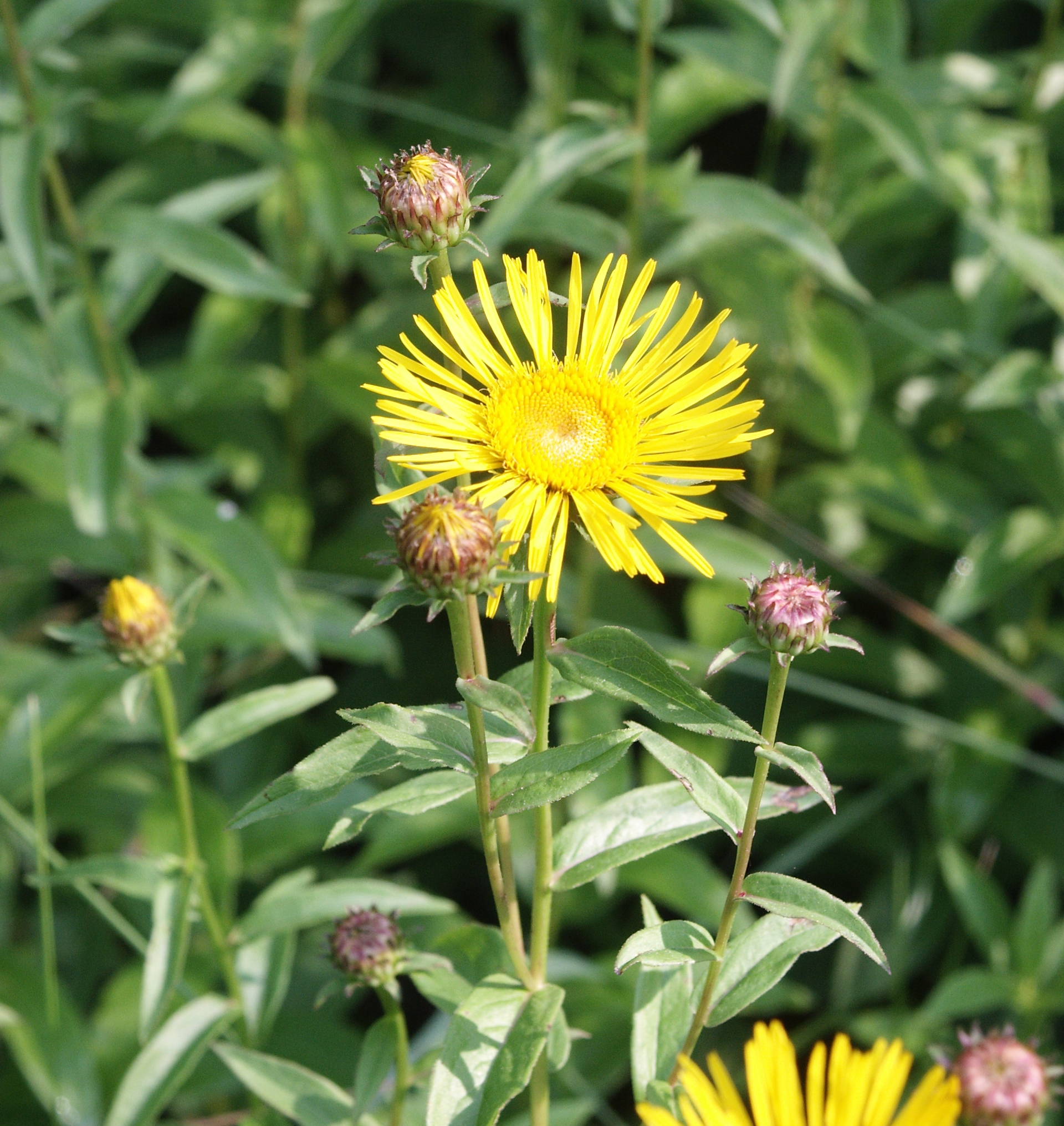
Krissla

Sjöbotten är ett naturreservat i Frändefors socken i Vänersborgs kommun i Dalsland.
Reservatet bildades 2007 och omfattar 166 hektar. Det består till stor del av skogsmark. Området ligger på den sydöstra delen av Kroppefjäll mellan Färgelanda och Brålanda. Reservatet omfattar delar av Rådanesjön och den lilla Vännestenssjön. Namnet kommer från gården Sjöbotten, vid änden på Rådanesjön. Sjöbotten betyder sjöns ände på dalsländska och norska.
Typiskt för området är bl.a. riklig förekomst av idegran. I övrigt finns olika typer av granskogar. Det förekommer även ädellövträd som lind, ask och ek liksom en del mycket gamla tallar. På marken växer blåsippa, sårläka, rödsyssla och uddbräken. Närmast Rådanesjön förekommer växter som krissla, kattfot och hällebräken.
Det finns två gamla torpmiljöer med lämningar som stengrunder, jordkällare och kvarvarande vårdträd.
Naturreservatet förvaltas av Västkuststiftelsen.
Det finns iordningställd parkeringsplats för besökare vid 58°32′36″N 12°7′20″Ö / 58.54333°N 12.12222°Ö.